# Baptiste Bonnet
Pour les articles homonymes, voir Bonnet.
Baptiste, ou Batisto Bonnet est un écrivain provençal né le 22 février 1844 à Bellegarde (Gard) et mort à Nîmes le 5 avril 1925. Il a été membre du félibrige. Une place et une école portent son nom à Bellegarde.

## Biographie
Né dans une famille de paysan, son père était cultivateur, Baptiste Bonet ne fait pas d'études longues et est placé pâtre à 12 ans avant de devenir garçon de ferme. Pris par la conscription, il intègre le 48e de ligne d'Issoudun avant de rejoindre le régiment de Sidi-Bel-Abbes où il reste quatre ans. C'est là qu'il apprend réellement à lire et à écrire le français alors que sa langue natale est l'occitan.
Rappelé à nouveau sous les drapeaux pendant la guerre de 1870, il est blessé à Champigny et soigné à Paris où il restera cherchant à gagner sa vie en vendant toutes sortes de choses comme du vin, de l'huile ou encore des livres.
Le hasard fait qu'il rencontre Antoine Duc-Quercy qui va lui servir de guide dans la voie qui se trace pour lui d'écrivain en langue d'oc en lui faisant découvrir les œuvres de Frédéric Mistral. En 1877, ils fondent ensemble et avec d'autres la Soucieta Felibrenco dé Paris qui bientôt aura son journal Lou Viro-Soulèu dans lequel Bonnet écrira, ce qui attirera l'attention d'Alphonse Daudet.
Dans une préface de la traduction en langue française du livre écrit par Bonnet en langue d'oc, Alphonse Daudet, le 1er octobre 1894, dit de lui que "sa prose est simple, poétique et d'une belle langue vigoureuse, pittoresque, colorée qui sent bon le terroir."
En 1891, il écrit dans le journal avignonnais en langue provençale L'Aiòli, Mémòri d'un Gnarro (Mémoires d'un valet de ferme) qui enthousiasma le public. Il a collaboré également à l'Armana Prouvençau, à l'Armana Marsihès, à la Farandole, au Brusc, au Calavor et au Réveil de Cannes.
En 1895, il est nommé maître en gai savoir du Félibrige.
Il se marie à Paris le 6 avril 1899 avec Marie Céleste L'Huillier.

## Œuvres
- Vido d'enfant
- Mémòri d'un Gnarro
- Lou Pacan Dins Paris
- Vie d'enfant - Le valet de ferme (traduction et présentation d'Alphonse Daudet). A lire sur Gallica.